# Marilia siolii
Marilia siolii är en nattsländeart som beskrevs av G. Marlier 1964. Marilia siolii ingår i släktet Marilia och familjen böjrörsnattsländor. Inga underarter finns listade i Catalogue of Life.